# Fête du Bois (Lausanne)
La Fête du Bois est la fête des écoles de Lausanne, en Suisse.

## Histoire
Une Fête des collèges, nom donné à la cérémonie annuelle des promotions, existe déjà avant la fin du XVIIIe siècle à Lausanne et dans les chefs-lieux de certains bailliages comme Moudon et Vevey. À Lausanne, elle consiste en une remise de prix à la cathédrale, avec discours et musique. Le lendemain se tient un concours de tir à l'arc à Montbenon. En 1807, la Fête des écoles est inscrite dans le règlement scolaire de la ville. Depuis 1809, le concours de tir à l'arc a également lieu à Sauvabelin, la forêt située au nord de la ville. La Fête s'y déplace progressivement et prend pour cette raison le nom de Fête du Bois. Les collégiens y reçoivent une collation et des jeux sont en outre organisés, ainsi qu'un bal champêtre où l'on danse traditionnellement le Picoulet. La fête accueille progressivement les élèves de l'école moyenne (primaire) dès 1850. Depuis 1865, les collégiens n'y participent plus. Les élèves des écoles enfantines ont dès 1905 leur propre Fête du Bois une semaine plus tôt, sur un parcours différent, se terminant à la place de Milan depuis 1956,,.
Depuis 1995, notamment en raison du manque de place à l'arrivée, la Fête du Bois des écoles primaires quitte Sauvabelin et se termine également à la place de Milan.

## Déroulement de la fête
Actuellement, au XXIe siècle, la fête des classes enfantines (appelées 1P et 2P) a lieu l’avant-dernier mercredi avant les vacances d'été et celle des classes de 3P à 5P le dernier mercredi d’école. Les enfants défilent déguisés, les 1P-2P de Montbenon à la place de Milan et les 3P-5P de la place de la Riponne à la place de Milan, où les attendent des jeux, carrousels et autres attractions, ainsi qu'une collation. Les directeurs des établissements scolaires, les conseillers communaux et diverses fanfares accompagnent les cortèges.